# هارفي دوليتل كولفين
هارفي دوليتل كولفين هو سياسي أمريكي، ولد في 18 ديسمبر 1815 في مقاطعة هيركايمر في الولايات المتحدة، وتوفي في 16 أبريل 1892 في شيكاغو في الولايات المتحدة. نشط حزبياً في حزب الشعب. وقد انتخب عمدة شيكاغو ‏.